# Alfred Hamersley
Alfred Hamersley (Great Haseley, 1848 - Bournemouth, 1929) est un avocat et entrepreneur du XIXe siècle de grande renommée et un député britannique.
Il est également l'un des premiers joueurs internationaux anglais de rugby, ayant participé comme forward (avant) au tout premier match international de l'histoire opposant l'Angleterre à l'Écosse le 27 mars 1871. Devenu capitaine de l'équipe de son pays, il a contribué à l'établissement de ce sport dans le sud de la Nouvelle-Zélande et en Colombie-Britannique.

## Biographie

### Jeunesse et formation
Alfred St. George Hamersley naît le 8 octobre 1848 dans le petit village de Great Haseley, dans le South Oxfordshire, au centre de l'Angleterre. Il est le fils de Hugh Hamersley, juge de paix et Deputy Lieutenant (1813-1884) et de Mary Anne Phillpa Edwards (morte en 1877).
Il vit d'abord à Haseley House, à Great Haseley, puis déménage avant 1861 dans un autre petit village du South Oxfordshire, Pyrton, à Church Manor House, où son père a hérité du manoir qui appartient à la famille depuis 1781. Alfred n'hérite pas du manoir, celui-ci passant plutôt à son jeune frère Edward Samuel en 1884, date à laquelle Alfred sera établi en Nouvelle-Zélande. Le manoir de Pyrton ne revient pas à l'ancienne lignée d'Alfred, mais en 1909, la veuve d'Edward donne le manoir au fils de la sœur de son mari, le Major Hugh C. C. Ducat, qui prend le nom de Ducat Hamersley et dont le fils, le Colonel Hugh Ducat Hamersley, hérite en 1945. Dans l'église paroissiale de Pyrton se trouvent un certain nombre de monuments dans la nef, la plupart dédiés à des membres de la famille Hamersley. L'un d'entre eux est une plaque en laiton, conçue par Eric Gill, en hommage au colonel Alfred St. George Hamersley, député.
Hamersley fait ses études au Marlborough College et à l'Académie royale militaire de Woolwich. Après avoir terminé ses études, il s'installe à Londres où il devient avocat au Middle Temple en 1872,. 

### Carrière en rugby

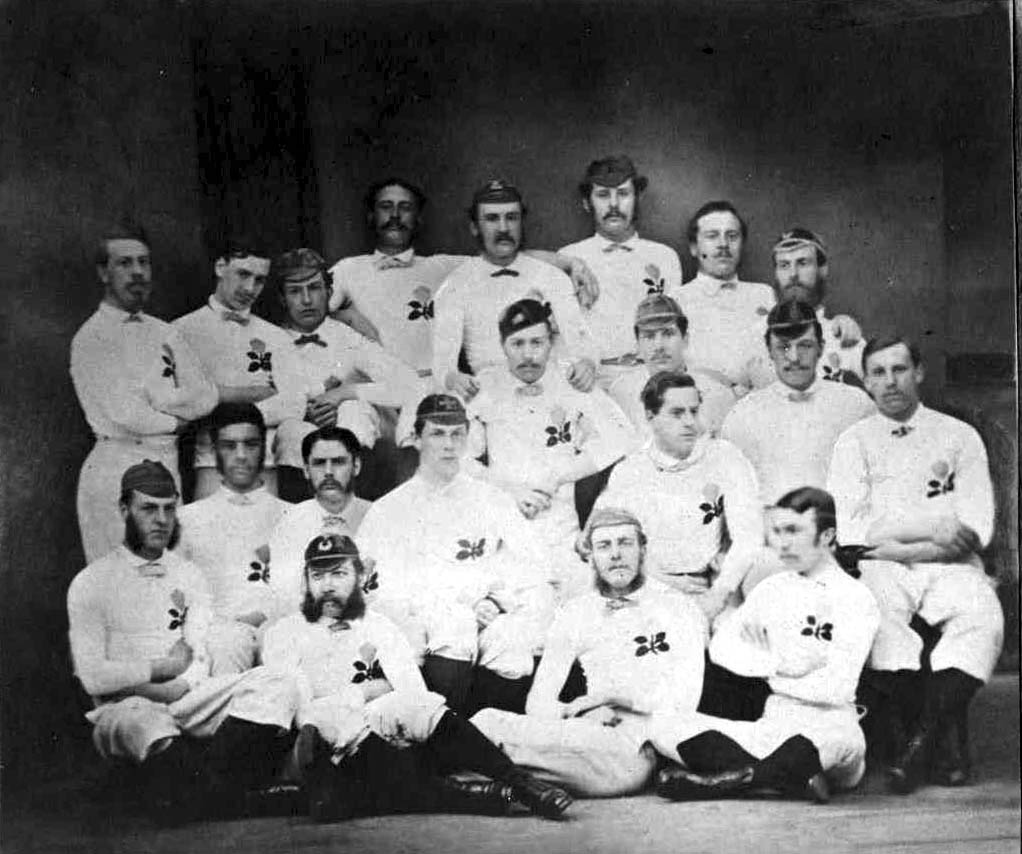
L'équipe d'Angleterre ayant disputé le premier match international de rugby de l'histoire, en 1871.

Hamersley joue au football selon l'interprétation des règles de l'école de Rugby au sein du Marlborough College et, après avoir quitté l'école et déménagé à Londres, il rejoint les Marlborough Nomads, créés tout récemment, en 1868. Il est décrit comme un forward (avant) grand et puissant, réputé pour travailler sans relâche en mêlée et « excellent pour récupérer le ballon en touche ».
Ainsi remarqué pour ses performances, il est sélectionné pour représenter l'Angleterre lors du tout premier match international de rugby de l'histoire contre l'Écosse, ayant lieu le 27 mars 1871 à Édimbourg. L'Écosse l'emporte 1 à 0 en inscrivant 2 essais et 1 transformation contre 1 essai non transformé pour l'Angleterre (seules les transformations rapportaient des points à l'époque),.
Après la retraite de Frederick Stokes au bout des trois premiers matchs de l'Angleterre, Hamersley devient le deuxième capitaine de l'histoire de son pays, à l'occasion du match du 23 février 1874 à The Oval, contre l'Écosse (victoire 1 - 0). Il s'agit cependant de son dernier match international, Hamersley partant s'installer en Nouvelle-Zélande peu après cette échéance sportive.

### Vie en Nouvelle-Zélande (1874-1888)
En effet, Hamersley émigre en 1874 en Nouvelle-Zélande, où il épouse Isabella Snow, de Wellington. Il pratique le Droit pendant une quinzaine d'années dans le Canterbury et s'intéresse particulièrement aux questions militaires, prenant le commandement d'une batterie d'artillerie et nommant un contingent à Parihaka (en) (Taranaki) lors de la dernière flambée de troubles entre Maoris et Pakeha dans l'Île du Nord.
En Nouvelle-Zélande, Alfred Hamersley continue à assouvir sa passion pour le rugby en contribuant à l'établissement de ce sport dans l'île du Sud de la Nouvelle-Zélande. En 1879, il est l'un des fondateurs du South Canterbury Football Club, qui évolue toujours, au XXIe siècle, dans le championnat des provinces néo-zélandaises de rugby à XV, ainsi que de la South Canterbury Rugby Football Union, la fédération de la région. Le rôle central de Hamersley dans l'histoire du rugby de la région a été commémoré en 2010 avec l'introduction du trophée Hamersley, un trophée en argent de 86 cm de haut, pour les gagnants de la compétition de rugby senior de Canterbury Sud. On lui doit ainsi l'introduction du jeu de rugby auprès des jeunes de South Canterbury. On a commenté son départ pour la Nouvelle-Zélande en disant qu'il « a beaucoup contribué à améliorer le jeu des colons [mais] a été une grande perte pour l'Angleterre ».
Il a par ailleurs aussi fondé le New Zealand Grand National Steeplechase Club.

### Vie au Canada (1888-1905)
En 1888, Alfred Hamersley s'installe avec sa famille à Vancouver, à l'ouest du Canada, où il est considéré comme le premier avocat (ou solliciteur — solicitor) de la ville. Il devient conseiller juridique de la Vancouver City Corporation et participe activement aux affaires locales et à l'athlétisme. Comme en Nouvelle-Zélande, son zèle pour le rugby le pousse à rejoindre le Vancouver Football Club et il devient finalement le premier président de la British Columbia Rugby Union, fédération de rugby de la Colombie-Britannique, lors de sa réunion inaugurale en 1889. Ses intérêts sportifs vont au-delà du rugby et il fonde également l'Amateur Athletic Club of British Columbia.
Il cesse de pratiquer le Droit en Colombie-Britannique lorsque, dans les tribunaux de Vancouver, une loi abolissant le port de la perruque à la cour est adoptée. En tant que fervent défenseur de tout ce qui est britannique, Hamersley est d'avis qu'il s'agissait d'une innovation américaine qu'il refuse d'honorer. C'est à Vancouver qu'il s'intéresse à l'immobilier et achète 19 500 acres (79 km2) de terres, les subdivise et attire des colons dans une région connue aujourd'hui sous le nom de North Vancouver, de l'autre côté de la baie Burrard. C'est pour cette raison que le premier ferry municipal a été nommé St George en son honneur. Il a également vendu une fois une propriété de Mount Pleasant à l'écrivain Rudyard Kipling, un collègue franc-maçon. On raconte qu'à une occasion, lorsque Rudyard Kipling lui a rendu visite, il a trouvé une note épinglée à la porte de Hamersley disant « Out on Business », une plaisanterie privée parce que Business était le nom de son cheval. Entre 1903 et 1905, il construit un domaine à North Vancouver qui existe toujours aujourd'hui et qui a été désigné en 1977 par la ville comme Heritage pour reconnaître son histoire distinguée.
En 1905, Hamersley décide de se retirer en Angleterre et un banquet est organisé la veille de son départ à l'hôtel North Vancouver. Lors de ce banquet, le discours de Hamersley est marqué par sa profession des vertus du sport et de ses avantages pour la communauté et l'Empire britannique. Il a déclaré que « le côté social de la vie et le sport étaient infiniment mieux que l'administration de la tige pour construire une communauté. Pour construire North Vancouver comme elle devrait l'être, l'argent n'était rien comparé à la bonne camaraderie, à la virilité et à l'amour du sport. Si tous étaient élevés de façon virile, ils pouvaient jouer le jeu et le jouer bien. Si nous pouvons, dans notre petite communauté, insuffler la virilité du sport et de l'esprit de corps, nous aiderons l'empire dans son ensemble. »

### Retour en Angleterre (1905)
À son retour en Angleterre en 1905, il devient rapidement une personnalité connue dans l'Oxfordshire, principalement en raison de sa campagne électorale au nom du Parti conservateur et unioniste, dans le but de devenir député de Mid-Oxon. Ses liens avec son comté natal sont soulignés avant qu'il ne prenne la parole lors d'une réunion publique à Alvescot en janvier 1908. Il est décrit comme « un homme de l'Oxfordshire pure cèpe : son père était l'un des hommes les plus connus du comté, ayant été président des Quarter Sessions et étroitement lié à toutes les activités publiques. Sa famille était liée à l'Oxfordshire depuis de nombreuses générations - quoi qu'il ait fait dans différentes parties de l'Empire, toutes ses meilleures aspirations ont été tirées de son propre foyer et de son amour de l'Oxfordshire. » Après une longue campagne de promotion, Hamersley est élu le 22 janvier 1910 député unioniste pour Mid Oxfordshire, Woodstock, poste qu'il occupe jusqu'à la suppression de la circonscription à l'occasion des élections générales britanniques de 1918.
En plus de ses aspirations politiques, il reste très impliqué dans le rugby et contribue à la création de l'Oxfordshire Nomads Rugby Union Football Club en 1909, qui deviendra plus tard l'Oxford R.F.C.. Il déclare que lorsque l'idée lui a été soumise, il a été surpris qu'un tel club n'existe pas encore dans la ville et il a donc décidé de faire tout ce qu'il pouvait pour faire avancer le projet. Il agit en tant que président lors de la réunion inaugurale à l'hôtel Clarendon, à Commarket, et ce faisant, il donne immédiatement du sérieux au club. Lorsque l'assemblée arrive au moment d'élire les membres du bureau, on lui demande à l'unanimité de devenir président du club, et il accepte cet honneur, assurant les personnes présentes qu'il s'intéressera de près au club nouvellement formé. Dans son acceptation, il déclare que bien qu'en Angleterre le football association ait suscité l'engouement du public, « le jeu de football n'est pas comparable au code du rugby. Il n'y a pas de meilleur jeu au monde que le rugby. » Il est également un mécène dévoué et actif du Headington Silver Band (en) de 1911 à sa mort.

### Première Guerre mondiale et dernières années
Au début de la première Guerre mondiale, Hamersley a le grade de colonel. Bien qu'âgé de 66 ans, le Conseil de l'Armée lui demande de former une batterie lourde pour le service pendant la Grande Guerre, dont le quartier général est pris à au Collège d'Exeter (qui fait partie de l'université d'Oxford). La batterie est mise sur pied en février 1915, mais ce n'est qu'en mars 1916 qu'elle est engagée outre-mer. Le Colonel Hamersley, désormais dans sa soixante-huitième année, cède le commandement à un homme plus jeune, le Major Drought, et les batteries sont félicitées par les autorités pour leur efficacité dans des batailles telles qu'Ypres (1915), Somme (1916) et Arras (1917).
La Grande Guerre coûte vingt-six matches internationaux à l'Angleterre, mais le jeu rebondit rapidement et lors du Tournoi des Cinq Nations 1921, au cours de laquelle l'Angleterre remporte son troisième Grand Chelem, le match Écosse-Angleterre à Inverleith (Édimbourg) est l'occasion pour les fédérations anglaise et écossaise de rugby de célébrer le jubilé du tout premier match international en 1871. En tant que l'un des seize survivants de ce premier match, Hamersley est invité au match et aux célébrations.
L'engagement de Hamersley envers ses batteries lourdes de l'Oxfordshire est sans faille et le 15 octobre 1926, dans The Oxford Times (en), il annonce que des dispositions ont été prises pour qu'un mémorial soit érigé afin de commémorer les services rendus par quatre batteries lourdes de l'Oxfordshire pendant la Grande Guerre, ainsi que la mémoire de ceux qui sont tombés. En très peu de temps, le 28 novembre 1926, 150 hommes défilent de St Giles, avec à leur tête le 4th Battalion Oxfordshire and Bucks Light Infantry Band, jusqu'à l'hôtel de ville d'Oxford où, devant plusieurs centaines d'habitants et plusieurs dignitaires locaux, le colonel Hamersley invite le duc de Marlborough à dévoiler la plaque commémorative portant l'inscription : « Oxfordshire Heavy Batteries (128th, 132nd, 135th, 156th) Royal Artillery. Ces batteries ont été levées et recrutées dans la ville et le comté d'Oxford pour servir outre-mer pendant la Grande Guerre. Elles ont servi en France de mars 1916 jusqu'à la fin de la guerre avec une grande distinction. Beaucoup sont tombés glorieusement. Cette plaque a été érigée à leur mémoire éternelle. »
Au cours de ses dernières années, Hamersley vit à Bournemouth, où l'air marin est considéré comme bénéfique.
Alfred Hamersley meurt dans cette ville le 25 février 1929, à l'âge de 80 ans,.
En 2013, Alfred Hamersley est introduit au Temple de la renommée World Rugby.

## Famille
Hamersley a épousé Isabella Maud Snow en 1876. Isabella est née en 1853, fille de Charles Hastings Snow et a été baptisée à Winterborne Stickland, Dorset. Elle a vécu jusqu'à 102 ans, et est morte le 27 janvier 1955. Ils ont eu un certain nombre d'enfants dont :
- Cecil St. George Hamersley (12 août 1877-13 octobre 1877, mort d'inflammation des poumons)
- Edward Hamersley (1877-?)
- Hugh St. George Hamersley (1878–1960)
- Helen Constance Hamersley (1880–1973)
- Harold St. George Hamersley (1882–1925)
- Maud D'Oyley Hamersley (1888–1974)
- Alfred Hastings St. George Hamersley (1892-1977)